# Dům Riunione
Dům Riunione v Ústí nad Labem je polyfunkční stavba, kterou nechala vystavět v letech 1928–1929 pojišťovna Riunione Adriatica di Sicurtà v duchu severoitalského expresionismu. Nachází se na Velké Hradební ulici v centru města společně s kavárnou Grand. V 90. letech 20. století v budově působila Universal Banka, dnes jsou její prostory využívány jako kanceláře a obchody. Paláce pojišťovny Riunione v Ústí nad Labem, v Plzni, v Praze či Liberci vynikají architektonickými prvky např. kamenná průčelí, výrazné korunní římsy, francouzská okna nebo motivy kyklopského zdiva. Autorem stavby v Ústí nad Labem je významný architekt Fritz Lehmann.

## Galerie

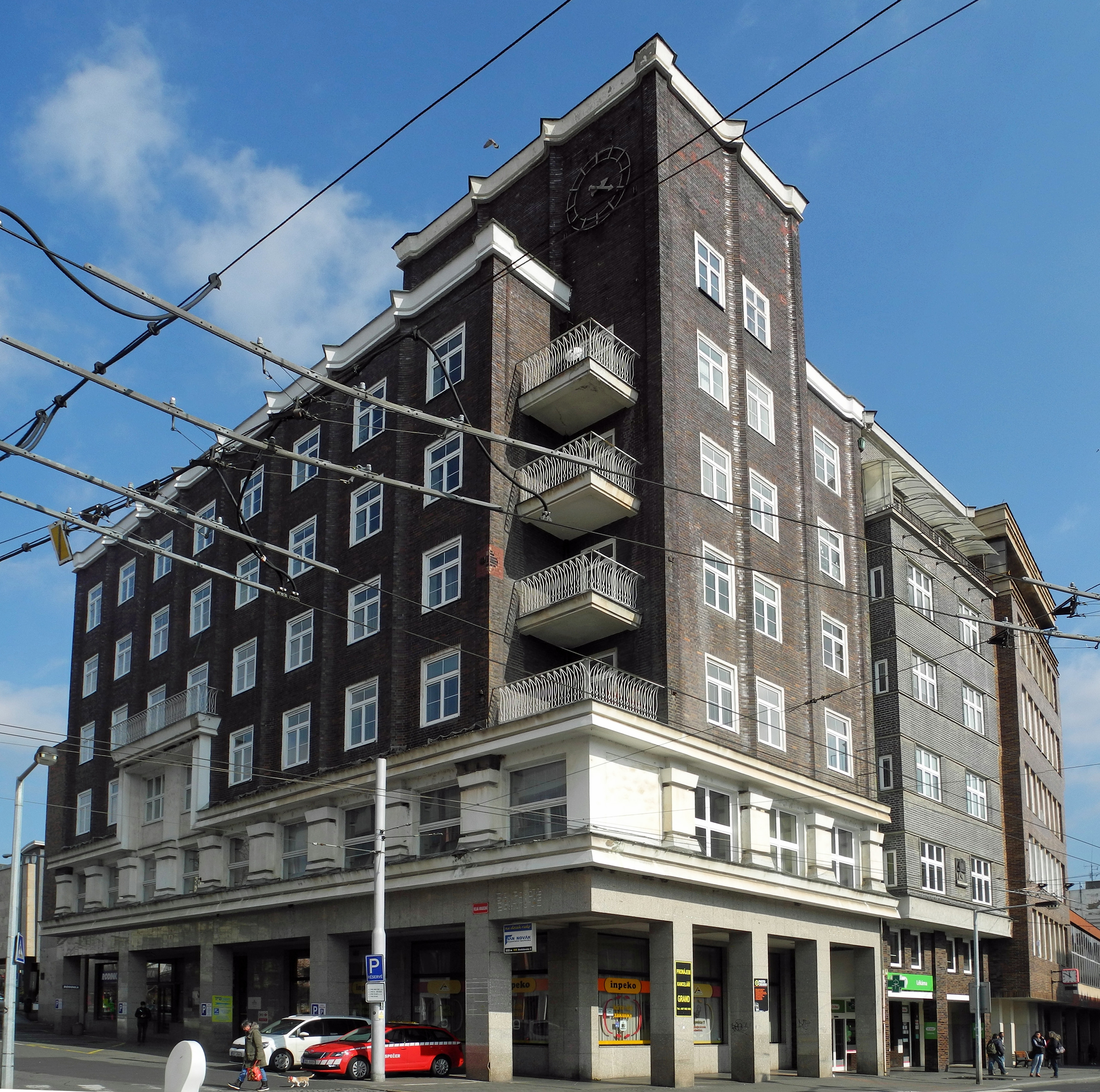
Boční pohled
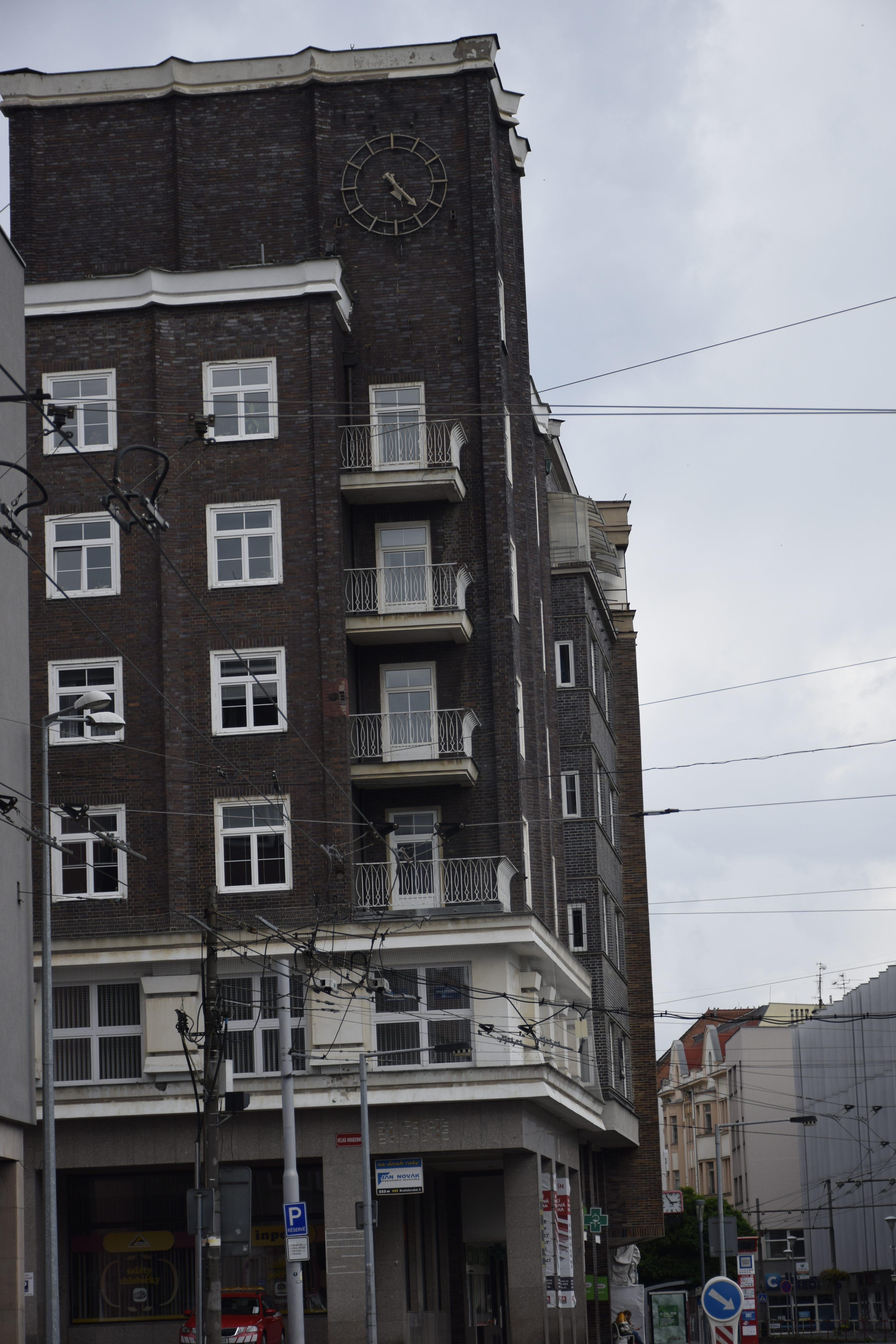
Hodiny na fasádě